# Andreas Stübel
Andreas Stübel (Dresda, 15 dicembre 1653 – Lipsia, 31 gennaio 1725) è stato un teologo, filosofo e pedagogista tedesco.

## Biografia
Nacque a Dresda, figlio di un oste, Stübel frequentò la scuola di Meißen dal 1668. Dopo la maturità, studiò filosofia, filologia e teologia presso l'Università di Lipsia, diplomandosi nel 1674 a bachelor's degree e nel 1676 a Magister di filosofia. Successivamente lavorò come insegnante privato. Dal 1682 fu Tertius al Nikolaischule, in seguito promosso a Konrektor nel 1684. Nel 1687 fu un bachelor's degree di teologia, nominato docente privato presso l'Università di Lipsia. Nel 1697 perse la posizione a causa di dispute teologiche. Morì a Lipsia.

## Opere principali
- Neues Leipziger Wörterbuch (1703)